# سقف جمع شو
سقف‌های جمع شو ورق‌هایی از جنس پلی کربنات هستند که امروزه به جای سقف‌های آجری در بسیاری از اماکن استفاده می‌شوند. این سقف‌ها در انواع مختلف شفاف و غیرشفاف ساخته می‌شوند، در مواردی نور گیرهایی بسیار قوی هستند.
پلی کربنات موادی با کیفیت بالا هستند که زمانی که در این ورق‌ها به کار می‌روند باعث جلوگیری از ورود هر گونه اشعه مضر می‌شوند.
سقف‌های جمع شو به صورت ورق‌هایی جدا از هم ساخته می‌شوند و روی ریل‌هایی پیاده‌سازی می‌شوند این ورق‌ها روی این ریل‌ها به جلو و عقب کشیده می‌شوند و باعث باز و بسته شدن سقف جمع شو (سقف متحرک، سقف بازشو) می‌شوند.
رم و یونان اولین کشورهایی بودند که از سقف متحرک برای حفاظت از تماشاگران در مقابل نور خورشید و بارش باران در مقیاس بزرگ استفاده می‌کردند. نظیر ولاها یا ولاریوم‌های رومی. چترهای بازشو و نیز چادرهای قبایل سرخ‌پوست و آفریقایی که به دلیل نصب و جمع آوری سریع آن‌ها سال‌ها مورد استفاده و بهره‌برداری قرار گرفته‌اند.
تیرهای چوبی و میله‌های قائم که با طناب به صورت انعطاف‌پذیری به هم متصل شده بودند، اساس ولاها را تشکیل می‌دهند. ولاریوم یا ولا، برای حفاظت از نور خورشید در میدان مبارزه تاریخی «کولوسئوم» ساخته شده بود و به صورت دستی باز و بسته می‌شد.
سیستم سقف به صورت دقیق شناخته نشده است، اما وجود آن‌ها توسط اسناد آن دوره و باقی مانده ستون‌ها در خرابه بنا، و دیگر شواهد تأیید شده است. ابعاد این سقف متحرک جمع شونده، بین ۵۷۰۰ تا ۲۳۰۰۰ متر مربع تخمین زده شده است. به هر حال این ساختار بزرگ و عظیم دارای سقف باز و بسته شونده بوده و پس از آن نیز تا دوران مدرن مانند آن ساخته نشده است.
پوشش‌های چادری به صورت موازی بین تیرها حرکت می‌کردند. جهت چادرها به کمک کشش طناب‌ها با توجه به تابش آفتاب تغییر می‌کرد

## موارد استفاده از سقف متحرک (سقف جمع شو)
سقف‌های متحرک در موارد زیادی کاربرد دارند از جمله:
- مکان‌هایی که در معرض تابش مستقیم آفتاب هستند.
- مکان‌هایی که امنیت سقف در آن حرف اول را می‌زند و ریزش سقف ممکن است آسیب‌هایی جدی به بار آورد. مانند سقف رستوران‌ها
- مکان‌هایی تغیر فصل‌ها و سرما و گرما هوا در آن‌ها مهم است و نیاز به تغیر کاربری سقف دارند. مانند سقف استخرها
- مکان‌هایی که مداوم در برابر آلودگی و پرتاب زباله قرار میگرند.
- استخرها از جمله اماکنی هستند که این سقف‌ها در آن‌ها استفاده می‌شوند و محیط استخر را از ورود هر گونه زباله و تابش نور آفتاب محافظت می‌کنند.

## مزایای استفاده از سقف متحرک
از جمله مزیت‌ها و برتری‌های این سقف‌ها می‌توان به مقاومت بسیار بالای این سقف‌ها و ضربه پذیر بودنشان اشاره کرد. نور گیر بودن این سقف‌ها از دیگر برتری‌های این سقف هاست به طوری که فضای اطراف را می‌توان دید و استفاده آن در مواردی مانند سقف رستوران‌ها زیاد به چشم می‌خورد. در ساخت این ورق‌ها از پلی کربنات استفاده می‌شود که علاوه به مقاومتی که به این سقف‌ها می‌دهد از ورود اشعه‌های مضر به مکان مورد نظر جلوگیری می‌کند. این ورق‌ها مقاومت بالای در برابر زلزله طوفان و سرما و گرما دارند.

### تأثیر و تأثیر گذاری

#### قدرت و کیفیت
سقف‌های جمع شو مقاومت بالایی در برابر ضربه‌های سنگین دارند از جمله ضربه‌هایی که ممکن از در سقوط اشیا سنگین به وجود بیاید این سقف‌ها تحمل بالایی داشته و آسیب‌پذیر نیستند و به راحتی نمی‌شکنند.
در ساخت سقف‌های متحرک از بهترین مواد استفاده می‌شود از جمله پلی کربنات که باعث بالا رفتن کیفیت این سقف‌ها می‌شود.
این سقف‌ها صنعت جدیدی را در سازه‌ها ایجاد کرده‌اند به نحوی که امروزه جایگزینی مناسب به جای سقف‌های آجری شده‌اند.